# Kamelberg (Potůčky)
Der Kamelberg ist eine ca. 800 Meter hohe Erhebung im Erzgebirge unmittelbar südlich von Potůčky (Breitenbach) in Tschechien, unweit der Grenze zum Freistaat Sachsen. Die Erhebung trägt heute in tschechischer Sprache keinen Namen. Am Kamelberg lag bis unmittelbar nach dem Ende des Zweiten Weltkrieges die Streusiedlung Pechöfen, die nach der Vertreibung der deutschen Bevölkerung komplett dem Erdboden gleichgemacht und teilweise wieder aufgeforstet wurde. Östlich des Kamelberges befindet sich das tiefeingeschnittene Breitenbachtal, in das am Fuße des Berges der aus dem Lauterbachtal kommende Lauterbach in den Breitenbach mündet.
Der Berg erhielt seinen Namen nach Felsformationen aus Turmalingranit am Gipfel, die aufgrund ihrer grotesken Felsbildungen, die mit viel Fantasie die Gestalt von liegenden Kamelen erkennen lassen. So wurde durch den Volksmund diesen Namen des Berges geprägt, der heute fast vollkommen in Vergessenheit geraten ist. Die „polsterartige“ Verwitterung des Eibenstocker Granits, die in der Fachsprache als Wollsackverwitterung bezeichnet wird und die dabei unter begünstigenden Bedingungen auftretende teilweise moosüberwachsene Oberfläche des Felsen trugen wesentlich zur Namensgebung bei. Fels- und Landschaftsformen dieser Art waren früher beliebte Ausflugsziele. Heute ist der Berg kaum noch auf topographischen Karten verzeichnet. Auf älteren Karten ist der Kamelberg jedoch benannt.

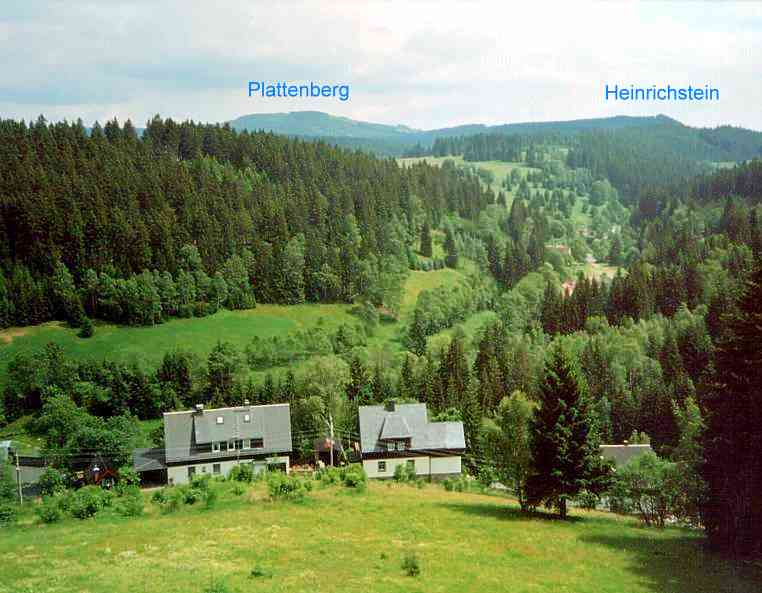
Am rechten Bildrand die Ausläufer des Kamelberges

Auch klettertechnisch kommt dem Kamelberg keine Bedeutung zu. Durch den Bau des Skiliftes an der Dreckschänke in Potůčky hat der Berg jedoch neue Bedeutung als Touristenort vor allem im Winter erlangt. 
Vom Gipfel des Kamelberges bietet sich eine weite Aussicht in nord- und westliche Richtung, vor allem über die Grenze nach Sachsen, insbesondere auf Johanngeorgenstadt, Jugel, Wittigsthal und Steinheidel sowie auf den Gipfel des 1019 m hohen Auersberges. Auf tschechischer Seite reicht der Blick über Ziegenschacht bis hin zum Heinrichstein (913 m. n. m.) und Plattenberg (1043 m. n. m.).
Nördlich des Kamelberges im Tal der Pechöferbaches wurde 1611 die Farbmühle (Pechöfen) angelegt, von der heute keine Reste mehr vorhanden sind.